# Jihomoravský krajský přebor 1986/1987
V soubojích 27. ročníku Jihomoravského krajského přeboru 1986/87 (jedna ze skupin 5. fotbalové ligy) se utkalo 14 týmů každý s každým dvoukolovým systémem podzim–jaro. Tento ročník začal v srpnu 1986 a skončil v červnu 1987.
V období 1983/84 – 1985/86 byl Jihomoravský krajský přebor rozdělen na skupiny A a B po 14 účastnících. I. A třída (6. stupeň) a I. B třída (7. stupeň) byly zrušeny. Jako 6. stupeň byla zavedena Jihomoravská krajská soutěž, hraná v 6 skupinách A, B, C, D, E a F. Sedmou nejvyšší soutěží byly v sezonách 1983/84, 1984/85 a 1985/86 Okresní přebory, často též rozdělené do skupin.
Po sezoně 1985/86 proběhla reorganizace krajských soutěží: Jihomoravský krajský přebor byl od této sezony znovu hrán v jedné skupině, došlo k obnovení I. A třídy Jihomoravského kraje (6. stupeň) a I. B třídy Jihomoravského kraje (7. stupeň). Okresní přebory se staly opět 8. stupněm, jak tomu bylo do sezony 1982/83.

## Nové týmy v sezoně 1986/87
- Z Divize D 1985/86 sestoupilo do Jihomoravského krajského přeboru mužstvo TJ Zetor Brno.
- Z Jihomoravského krajského přeboru – sk. A 1985/86 přešlo 7 mužstev: TJ RH Znojmo, TJ Zbrojovka Brno „B“, TJ BOPO Třebíč, TJ Spartak Jihlava, TJ Baník Zbýšov, TJ Moravská Slavia Brno a TJ Sokol Bystrc-Kníničky.
- Z Jihomoravského krajského přeboru – sk. B 1985/86 přešlo 5 mužstev: TJ Sigma Hodonín, TJ Spartak Hulín, TJ Baník Ratíškovice, TJ Gottwaldov „B“, VTJ Kroměříž a TJ LET Kunovice.

## Konečná tabulka
Zdroj: 
| Poř. | Tým                      | Z  | V  | R | P  | VG | OG | B  |
| ---- | ------------------------ | -- | -- | - | -- | -- | -- | -- |
| 1.   | TJ RH Znojmo             | 26 | 18 | 6 | 2  | 56 | 23 | 42 |
| 2.   | TJ Sigma Hodonín         | 26 | 12 | 8 | 6  | 49 | 30 | 32 |
| 3.   | TJ Spartak Hulín         | 26 | 12 | 8 | 6  | 50 | 37 | 32 |
| 4.   | TJ LET Kunovice          | 26 | 12 | 6 | 8  | 39 | 33 | 30 |
| 5.   | TJ Baník Ratíškovice     | 26 | 10 | 7 | 9  | 56 | 56 | 27 |
| 6.   | TJ Zbrojovka Brno „B“    | 26 | 9  | 8 | 9  | 33 | 43 | 26 |
| 7.   | TJ Gottwaldov „B“        | 26 | 9  | 7 | 10 | 38 | 38 | 25 |
| 8.   | TJ BOPO Třebíč           | 26 | 9  | 7 | 10 | 34 | 40 | 25 |
| 9.   | VTJ Kroměříž             | 26 | 9  | 6 | 11 | 46 | 48 | 24 |
| 10.  | TJ Zetor Brno (S)        | 26 | 9  | 6 | 11 | 39 | 46 | 24 |
| 11.  | TJ Spartak Jihlava       | 26 | 8  | 7 | 11 | 46 | 43 | 23 |
| 12.  | TJ Baník Zbýšov          | 26 | 9  | 5 | 12 | 43 | 43 | 23 |
| 13.  | TJ Moravská Slavia Brno  | 26 | 6  | 7 | 13 | 26 | 72 | 19 |
| 14.  | TJ Sokol Bystrc-Kníničky | 26 | 2  | 8 | 16 | 24 | 57 | 12 |

Poznámky:
- Z = Odehrané zápasy; V = Vítězství; R = Remízy; P = Prohry; VG = Vstřelené góly; OG = Obdržené góly; B = Body; (S) = Mužstvo sestoupivší z vyšší soutěže; (N) = Mužstvo postoupivší z nižší soutěže (nováček)

|  | Postup do Divize D 1987/88                               |
|  | Sestup do skupin I. A třídy Jihomoravského kraje 1987/88 |